# Seventh heaven (Anthony Phillips en Andrew Skeet)
Seventh heaven is een studioalbum van Anthony Phillips en Andrew Skeet. Het album is ontstaan uit de samenwerking van deze twee musici voor film- en documentaire- en televisiemuziek (Library Music). Als uitgangspunt werden sommige nummers van Phillips van zijn album Field day genomen en uitgewerkt tot een samenhangend geheel. De muziek bestaat, zoals veel van Phillips' werk, uit een geheel van invloeden uit popmuziek, traditionele muziek, de romantische Engelse klassieke muziektraditie en modernere seriële en minimalistische componisten. De akoestische gitaar en de piano staan aan de basis van de meeste composities - zoals dat zo is op de meeste albums van Phillips - maar op dit album werkt hij voor het eerst sinds Tarka met een echt orkest (het Praags Filharmonisch Orkest, ongetwijfeld nadat zijn oude Genesiscollega Tony Banks hetzelfde deed voor zijn album Five, en ondervond dat het niet alleen goedkoper was om naar Tsjechië uit te wijken, maar dat er daar ook minder scepsis en snobisme was onder klassieke muzikanten ten opzichte van mensen uit de popwereld die orkestrale muziek maakten). Een deel van de opnamen vond plaats in de Abbey Road Studios. 

## Musici
- Lucy Crowe, Belinda Sykes, Michela Srumova –zang
- John Parricelli - gitaar
- Martin Robinson – klarinet
- Paul Clarvis – slagwerk
- Chris Worrey – cello
- Andrew Skeet, Anthony Phillips – toetsinstrumenten
- Anthony Phillips - allerlei soorten gitaar
- Praags Filharmonisch Orkest en Koor

## Muziek
| Nr. | Titel                    | Duur |
| --- | ------------------------ | ---- |
| 1.  | Creda in cantus          |      |
| 2.  | A richer earth           |      |
| 3.  | Under the infinite sky   |      |
| 4.  | Grand central            |      |
| 5.  | Kissing gate             |      |
| 6.  | Pasquinade               |      |
| 7.  | Rain on Sag Harbour      |      |
| 8.  | Ice maiden               |      |
| 9.  | River of life            |      |
| 10. | Desert passage           |      |
| 11. | Seven ancient wonders    |      |
| 12. | Desert passage (reprise) |      |
| 13. | Circle of light          |      |
| 14. | Forgotten angels         |      |
| 15. | Courtesan                |      |
| 16. | Ghosts of New York       |      |
| 17. | Shipwreck of St Paul     |      |
| 18. | Cortege                  |      |

| Nr. | Titel                                 | Duur |
| --- | ------------------------------------- | ---- |
| 1.  | Credo in cantus (instrumental)        |      |
| 2.  | Sojourn                               |      |
| 3.  | Speak of remarkable things            |      |
| 4.  | Nocturne                              |      |
| 5.  | Long road home                        |      |
| 6.  | The golden leaves fall                |      |
| 7.  | Credo                                 |      |
| 8.  | Under the infinite sky (gitaarversie) |      |
| 9.  | The stuff of dreams                   |      |
| 10. | Old Sarnum Suite                      |      |
| 11. | For Eloise                            |      |
| 12. | Winter song                           |      |
| 13. | Ghosts of New York (pianoversie)      |      |
| 14. | Daniel’s theme                        |      |
| 15. | Study in scarlet                      |      |
| 16. | The lives of others                   |      |
| 17. | Forever always                        |      |